# Pedder (jezioro)
Pedder (ang. Lake Pedder) – naturalne jezioro, przekształcone w sztuczny zbiornik położony w południowo-zachodniej części Tasmanii (Australia). Obecne jezioro powstało w 1972 roku w wyniku budowy tamy przez Hydro Electric Commission. Obecna powierzchnia jeziora wynosi 242 km².
Nazwa jeziora pochodzi od nazwiska Johna Peddera, pierwszego prezesa sądu Tasmanii. Nazwa została nadana w roku 1835 przez Johna Wedge’a.
Obecne jezioro stanowi zbiornik retencyjny, który jest zwarty przez trzy zapory wodne:
- Serpentine Dam – tama o wysokości 38 m, położona na rzece Serpentine River[2].
- Scotts Peak Dam – tama o wysokość 43 m, położona nad rzeką Huon w pobliżu góry Scotts Peak[2].
- Edgar Dam – tama o wysokości 17 m, położona na jeziorze Edgar w pobliżu góry Scotts Peak[2].

Tamy zostały zaprojektowane i zbudowane przez Hydro Electric Commission, jako część systemu wytwarzania energii elektrycznej na rzece Gordon.

## Gatunki zwierząt, które wyginęły w wyniku przekształcenia zbiornika
W wyniku przekształcenia naturalnego zbiornika wodnego, wyginął endemiczny gatunek dżdżownicy Hypolimnus pedderensis z rodziny Megascolecidae.
Gatunek wyginął w 1971 roku, wówczas nastąpiło zalanie plaż naturalnego zbiornika. W roku 2003 gatunek został uznany przez IUCN za wymarły. Kolejnym endemicznym gatunkiem, który wyginął w wyniku utworzenia sztucznego zbiornika, jest płaziniec Romankenkius pedderensis. Uważany za wymarły przez IUCN od roku 1996. Słodkowodna ryba Galaxias pedderensis z rodziny galaksowatych uważana jest za wymarły gatunek w środowisku naturalnym, ryba zamieszkiwała obszar jeziora Pedder oraz okoliczne rzeki. Obecnie ryba przetrwała jedynie w niewoli, jej populacja została przeniesiona do jeziora Oberon w zachodniej części pasma górskiego Arthur Range.